# Cazouls-lès-Béziers
 Cazouls-lès-Béziers  es una población y comuna francesa, situada en la región de Occitania, departamento de Hérault, en el distrito de Béziers y cantón de Cazouls-lès-Béziers.

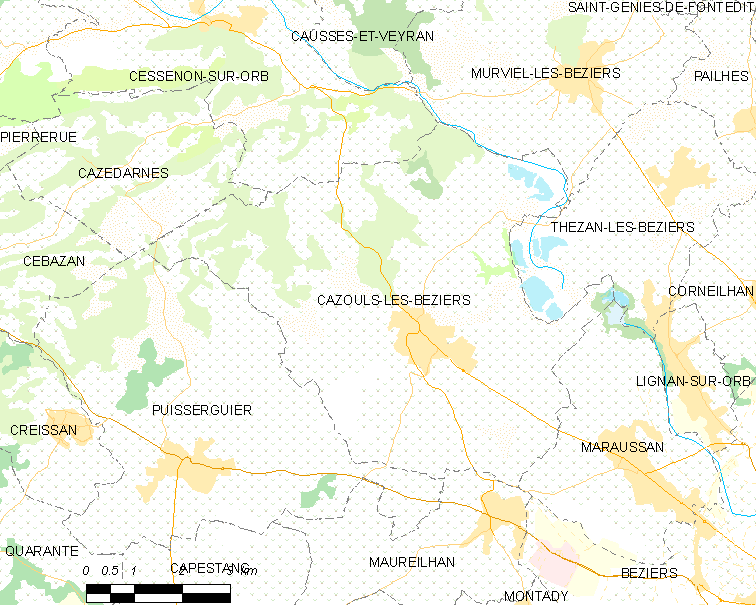
Mapa

## Demografía
| 3123 | 3171 | 3050 | 3071 | 3251 | 3321 | 4846 |
| Para los censos de 1962 a 1999 la población legal corresponde a la población sin duplicidades (Fuente: INSEE [Consultar]) |      |      |      |      |      |      |